# Рої (Псковська область)
Рої (рос. Рои) — присілок в Дєдовицькому районі Псковської області Російської Федерації.
Населення становить 20 осіб. Входить до складу муніципального утворення Шелонська волость.

## Історія
Від 2015 року входить до складу муніципального утворення Шелонська волость.

## Населення
| 2001 | 2002 | 2010 |
| ---- | ---- | ---- |
| 34   | ↘32  | ↘20  |